# الظهرة (جبلة)

تعديل مصدري - تعديل

الظهرة هي إحدى قرى عزلة انامر اعلى بمديرية جبلة التابعة لمحافظة إب، بلغ تعداد سكانها 1478 نسمة حسب تعداد اليمن لعام 2004.